# Арроба
Арро́ба (исп. arroba) — традиционная иберийская мера веса и объёма; сокращённо обозначается символом @ . Название происходит от арабского слова ар-руб‛ (الربع‎), что значит «четверть».

## Единица измерения массы
В Испании исторически была равна 25 кастильским фунтам (11,5023 кг), в Португалии — 32 португальским фунтам (14,688 кг). 
После перехода на метрическую систему мер, эта единица измерения массы утратила популярность и была привязана к килограммам, причем в разных странах и регионах это произошло по-разному. В Валенсии арроба стала равна 13 кг, в Арагоне — 12,5 кг, в Перу и в Эквадоре — 11,5 кг. В Португалии и в Бразилии после перехода на метрическую систему арроба стала равна 15 кг.

## Единица измерения объёма
Арроба также использовалась как единица измерения объёма; «большая арроба» или «винная арроба» (исп. arroba major, arroba de vino) была равна 16,133 литра, а «малая арроба» или «масляная арроба» (arroba minor, arroba de aceite) была равна 12,563 литра.